# Smolnícka Huta
Smolnícka Huta – wieś (obec) na Słowacji położona w kraju koszyckim, w powiecie Gelnica. Pierwsze wzmianki o miejscowości pochodzą z roku 1828. 
Według danych z dnia 31 grudnia 2012, wieś zamieszkiwało 465 osób, w tym 241 kobiet i 224 mężczyzn.
W 2001 roku rozkład populacji względem narodowości i przynależności etnicznej wyglądał następująco:
- Słowacy – 84,06%
- Czesi – 0,59%
- Morawianie – 0,2%
- Niemcy – 8,07%
- Romowie – 3,54%

Ze względu na wyznawaną religię struktura mieszkańców kształtowała się w 2001 roku następująco:
- Katolicy rzymscy – 79,33%
- Grekokatolicy – 2,36%
- Ewangelicy – 7,48%
- Prawosławni – 0,2%
- Ateiści – 6,1%
- Przedstawiciele innych wyznań – 0,2%
- Nie podano – 4,33%